# Elisabeth Steinhagen-Thiessen
Elisabeth Steinhagen-Thiessen (* 6. September 1946 in Flensburg) ist eine deutsche Medizinerin und Professorin für Geriatrie am Universitätsklinikum Charité, Berlin. Von 2012 bis 2020 war sie Mitglied des Deutschen Ethikrates.

## Beruflicher Werdegang
Nach Abschluss des Gymnasiums im naturwissenschaftlichen Zweig im Jahre 1966 studierte Steinhagen-Thiessen zunächst Physik und Chemie in Marburg, wechselte jedoch im folgenden Jahr zur Humanmedizin. Nach dem Staatsexamen absolvierte sie ihre Assistentenzeit am Hamburger Universitätskrankenhaus Eppendorf, wo sie nach erfolgter Approbation als Wissenschaftliche Assistentin am Physiologisch-Chemischen Institut beschäftigt war.
1978 folgte ihre Promotion an der Medizinischen Fakultät der Universität Marburg. 1979 war Elisabeth Steinhagen-Thiessen Forschungsstipendiatin der DFG an der Technischen Universität Israel in Haifa und forschte dort zum Thema Biology of Aging. Von 1979 bis 1987 arbeitete Steinhagen-Thiessen als Wissenschaftliche Assistentin an der Medizinischen Kernklinik und Poliklinik Hamburg-Eppendorf, bis sie nach ihrer Habilitation 1985 sowie nach ersten Lehraufträgen im Bereich der Gerontologie und Klinischen Geriatrie 1987 Oberärztin im Albertinenhaus, einer Modell- und Tagesklinik für Geriatrie und Rehabilitation in Hamburg wurde.
Vom Oktober 1987 bis 1996 wirkte Steinhagen-Thiessen als C3-Professorin am Virchow-Klinikum Berlin als Leiterin der Lipidambulanz und Ernährungsmedizin im Interdisziplinären Stoffwechsel-Centrum am Universitätsklinikum Berlin. Gleichzeitig war Steinhagen-Thiessen im Rahmen eines Kooperationsvertrages mit der Charité Chefärztin der Geriatrie am Max-Bürger-Krankenhaus in Berlin. 1997 erfolgte schließlich ihre Berufung auf eine C4-Professur im Fachgebiet Innere Medizin/Geriatrie der Medizinischen Fakultät der Humboldt-Universität Berlin.
Von 1995 bis 2014 war sie Ärztliche Direktorin des Evangelischen Geriatriezentrums Berlin (EGZB) gGmbH und von 1996 bis 2014 Leiterin der Seniorenuniversität der Charité. Zudem ist Steinhagen-Thiessen in den editorial boards zahlreicher wissenschaftlicher Fachzeitschriften tätig und fungiert außerdem als Mitherausgeberin der Zeitschriften Geriatrie-Praxis sowie Klinik & Forschung. 2014 ist sie im Evangelischen Geriatriezentrum Berlin (EGZB) gGmbH in den Ruhestand gegangen.
Steinhagen-Thiessen ist verheiratet mit Lothar Diabo und Mutter einer Tochter.

## Mitgliedschaften und Auszeichnungen
Elisabeth Steinhagen-Thiessen ist Mitglied in einer Vielzahl von wissenschaftlichen Fachgesellschaften, so seit 1979 in der Deutschen Gesellschaft für Gerontologie und seit 1984 im Berufsverband Deutscher Internisten. In vielen Fällen hat sie sich dabei im Vorstand oder Wissenschaftlichen Beirat dieser Fachverbände engagiert. So ist sie Vorsitzende der Bundesarbeitsgemeinschaft der Klinisch-Geriatrischen Einrichtungen e.V.
Außerdem ist Steinhagen-Thiessen seit 1995 Mitglied im Sachverständigenbeirat für die Gesundheitsversorgung beim  Bundesministerium für Gesundheit, seit 1998 Mitglied in der Sachverständigenkommission für den Altenbericht zur Lage der älteren Generation in der Bundesrepublik Deutschland. 2012 wurde sie auf Vorschlag der Unionsfraktion in den Deutschen Ethikrat berufen.
Steinhagen-Thiessen leitete zudem zahlreiche medizinische Verbundprojekte, darunter die so genannte Berliner Altersstudie I und II (BASE, mit dem Max-Planck-Institut für Bildungsforschung Berlin).
Sie wurde mehrfach ausgezeichnet, so 1979 mit dem G.E. Konjetzny-Preis, 1982 mit dem G.A.-Martini-Preis und 2016 mit dem Bundesverdienstkreuz.

## Schriften (Auswahl)
Als Autorin
- Der Schlaganfallpatient: Ratgeber für Angehörige und Pflegende. MMV, München 1993, ISBN 3-8208-1221-0.
- mit Elisabeth Stechl, Catarina Knüvener: Demenz – mit dem Vergessen leben. Mabuse, Frankfurt am Main 2008, ISBN 978-3-938304-98-3; 2., erweiterte und verbesserte Auflage 2009, ISBN 978-3-940529-44-2.
- mit Alfred Mägerl, Gernot Lämmler: Menschen mit Demenz nach Hüftfraktur mobilisieren: Kommunikation, Hilfsmitteleinsatz, aktivierende Pflege und therapeutische Maßnahmen. Mabuse, Frankfurt am Main 2010, ISBN 978-3-940529-62-6.
- mit Elisabeth Stechl, Catarina Knüvener, Gernot Lämmler, Gabriele Brasse: Praxishandbuch Demenz: Erkennen – Verstehen – Behandeln. Mabuse, Frankfurt am Main 2012, ISBN 978-3-86321-038-0.

Als Herausgeberin
- mit Bert Hanke: Neurogeriatrie – auf einen Blick. Blackwell, Berlin 2003, ISBN 3-89412-524-1.
- mit Ulman Lindenberger, Jürgen Nehmer, Julia A. M. Delius, Michael Schellenbach: Altern und Technik: Altern in Deutschland. (= Nova acta Leopoldina. Neue Folge, Bd. 104, Nr. 368). Wissenschaftliche Verlagsgesellschaft Stuttgart 2011, ISBN 978-3-8047-2547-8.